# Хорватська демократична співдружність
Хорватська демократична співдружність, Хорватський демократичний союз, скорочено ХДС (хорв. Hrvatska demokratska zajednica, HDZ) — хорватська парламентська правоцентристська політична партія консервативного та християнсько-демократичного спрямування. Асоційований член  Європейської народної партії. На світовому рівні представлена в Центристському демократичному інтернаціоналі та Міжнародному демократичному союзі. Нинішній голова партії — Андрей Пленкович. Раніше партією керував колишній силовик в уряді Хорватії Томіслав Карамарко.

## Історія і сьогодення
Партію засновано 17 червня 1989 р., а офіційно зареєстровано як політичну партію 5 лютого 1990 р. ХДС на чолі з її засновником, доктором Франьо Туджманом, пізніше першим  Президентом Хорватії, перемогла на перших багатопартійних виборах до хорватського парламенту, що відбулися в 1990 році в час розпаду СФРЮ.
Відтоді це одна з найсильніших політичних партій Хорватії. ХДС була при владі від перших багатопартійних виборів 1990 р. до парламентських виборів у 2000 р., коли програла вибори на користь коаліції з шістьох партій.
На хорватських парламентських виборах у 2003 році партія знову перемагає і урядує в коаліції з дрібнішими партіями та національними меншинами. Прем'єр-міністром стає д-р Іво Санадер, який призначається на другий строк повноважень голови уряду, після того, як ХДС виграє парламентські вибори 2007 року, сформувавши коаліцію з Хорватською селянською партією, Соціал-ліберальною партією, Хорватською партією пенсіонерів та меншинами.
ХДС разом зі своїми партнерами по коаліції ХСП і ХСЛП на місцевих і регіональних виборах у Хорватії в 2009 р. здобула владу в 13 хорватських округах і 69 містах. ХДС у 2010 році мала десять жупанів, і ще три — її партнер ХСП  Тоді ж ХДС мала своїх міських голів у 57 хорватських містах і голів громад у 232 муніципалітетах Хорватії.  ХДС з партнерами має більшість у радах 14 жупаній.
За результатами хорватських парламентських виборів, які відбулися в грудні 2011 року, ХДС перейшла в опозицію після 8 років, проведених при владі. На цих виборах ХДС здобула найменшу кількість голосів із моменту свого заснування (за неї проголосувало лише 563 215 виборців).
20 травня 2012 ХДС провела вибори голови партії, переможцем на яких на день пізніше став Томіслав Карамарко, таким чином змінивши Косор на посту лідера парламентської опозиції Хорватії. Карамарко оголосив, що він поновить зв'язки з хорватською діаспорою.
Ще раніше Карамарко оголосив, що після завершення процесу детуджманізації в ХДС він повернеться до політики Франьо Туджмана. Він також заявив, що не буде основувати свою політику на доктринах Анте Павелича або Йосипа Броз Тіто, позаяк вони обидва представляли тоталітарні режими.
1 липня 2013 ХДС отримав статус повноправного члена Європейської народної партії. 11 березня 2014 року ХДС та Іво Санадер були визнані винними в корупції.
Із 21 червня 2016 року партію очолив Андрей Пленкович.

## Голови партії
1. Франьо Туджман (17 червня 1989 — 10 грудня 1999)
2. Виконувач обов'язків Владимир Шекс (5 січня 2000 — 29 квітня 2000, обраний на Головному комітеті ХДС виконувачем обов'язків)
3. Іво Санадер (29 квітня 2000 — 4 липня 2009)
4. Ядранка Косор (4 липня 2009 року — 21 травня 2012)
5. Томіслав Карамарко (21 травня 2012 — 21 червня 2016)
6. Андрей Пленкович (21 червня 2016 — донині)

## Центральні партійні органи
1. Загальні збори ХДС
2. Президія ХДС
3. Національна рада ХДС
4. ЦК ХДС
5. Клуб депутатів від ХДС до хорватського парламенту
6. Почесний Високий Суд ХДС
7. Наглядовий комітет ХДС

## Кандидати в президенти
- Президентські вибори в Хорватії 1992 р. — Франьо Туджман (здобув 56,73% голосів у першому турі)
- Президентські вибори 1997 р. — Франьо Туджман (одержав 61,41% голосів у першому турі)
- Президентські вибори 2000 р. — Мате Гранич (зайняв третє місце з 22,47% голосів у першому турі)
- Президентські вибори 2005 р. — Ядранка Косор (посіла друге місце з 20,31% голосів у першому турі, програла в другому турі з 34,07% голосів)
- Президентські вибори 2009—2010 рр. — Андрія Хебранґ (третє місце, 12,04% голосів у першому турі)
- Президентські вибори 2014—2015 рр. — Колінда Грабар-Кітарович (посіла друге місце з 37,22% голосів у першому турі, перемогла в другому турі з 50,73% голосів)

## Голови хорватського уряду від ХДС
- Степан Месич (30 травня 1990 — 24 серпня 1990)
- Йосип Манолич (24 серпня 1990 — 17 липня 1991)
- Франьо Ґреґурич (17 липня 1991 — 12 серпня 1992)
- Хрвоє Шаринич (12 серпня 1992 — 3 квітня 1993)
- Нікіца Валентич (3 квітня 1993 — 7 листопада 1995)
- Златко Матеша (7 листопада 1995 — 27 січня 2000)
- Іво Санадер (23 грудня 2003 — 6 липня 2009)
- Ядранка Косор (6 липня 2009 — 23 грудня 2011)
- Андрей Пленкович (19 жовтня 2016 — )